# Тодор Недялков
Тодор Янков Недялков е български историк, писател, публицист, журналист, народен представител и общественик.

## Биография
Роден е през 1865 г. в Търново. Завършва история в Германия. Сътрудничи на германски и български вестници. Умира през 1941 г. в София.
Личният му архив се съхранява във фонд 33К в Централен държавен архив. Той се състои от 55 архивни единици от периода 1876 – 1943 г.